# 솔라루사
솔라루사(Solarussa)는 이탈리아 사르데냐 주 오리스타노도에 있는 코무네 (지자체)로, 칼리아리에서 북서쪽으로 약 115 km, 오리스타노에서 북동쪽으로 약 14 km 떨어져 있다. 2004년 12월 31일 기준 인구는 2,496명이며 면적은 31.9 km2이다.
솔라루사는 다음 지자체들과 접해 있다: 바울라두, 오리스타노, 파울릴라티노, 시아마조레, 시막시스, 트라마차, 체르팔리우.